# Camptoptera magna
Camptoptera magna är en stekelart som beskrevs av Soyka 1946. Camptoptera magna ingår i släktet Camptoptera och familjen dvärgsteklar.
Artens utbredningsområde är Nederländerna. Inga underarter finns listade.